# Лягушино (Большесосновский район)
Лягушино — деревня в Большесосновском районе Пермского края. Входит в состав Черновского сельского поселения.

## География
Расположена примерно в 6 км к юго-востоку от административного центра поселения, села Черновское.

## Население
| 2010 |
| ---- |
| 21   |

## Улицы
- Запрудная ул.